# Extraction au gaz
L'extraction au gaz, aussi appelé stripage (de l'anglais stripping) ou épuisement, est un procédé de séparation par lequel un ou plusieurs composés sont retirés d'un flux liquide par injection de gaz. Dans l'industrie, les flux liquide et gazeux peuvent circuler à co-courant (dans le même sens) ou à contre-courant (en sens opposés). L'extraction au gaz est généralement mise en œuvre dans une colonne à garnissage ou à plateaux.

## Théorie
L'extraction au gaz fonctionne sur la base d'un transfert de matière. L'idée est de créer les conditions favorables au transfert du composé-cible A de la phase liquide à la phase gazeuse. Ce processus met en jeu une interface gaz-liquide que A doit traverser. La quantité totale de A qui s'est transférée à travers cette frontière peut être définie comme le flux de A, NA .

## Équipement

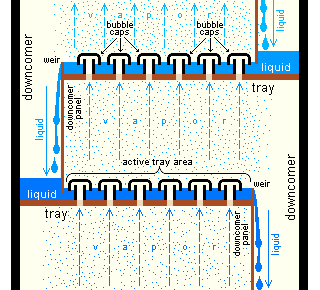
Exemple de plateau à calottes utilisable dans une colonne d'extraction au gaz.

L'extraction au gaz est principalement effectuée dans des colonnes à plateaux ou à garnissage, et moins souvent dans des tours de lavage, des colonnes à bulles ou des contacteurs centrifuges (en).
Les colonnes à plateaux sont constituées d'une tour verticale où le liquide s'écoule du haut vers le bas. La phase gazeuse entre par le bas de la colonne et sort par le haut. À l'intérieur de la colonne se trouvent des plateaux, qui forcent le liquide à s'écouler horizontalement tandis que la vapeur barbote à travers les trous des plateaux. Le but de ces plateaux est d'augmenter l'aire de contact entre les phases liquide et gazeuse.
Le fonctionnement des colonnes à garnissage est similaire à celui des colonnes à plateau, à ceci près que l'augmentation de l'aire de contact entre phases est assurée par un garnissage et non par des plateaux. Il existe différents types de garnissage, chacun présentant des avantages et des inconvénients.

## Grandeurs caractéristiques
Les grandeurs caractéristiques des extracteurs au gaz sont nombreuses. Parmi elles figurent les conditions d'entrée, le taux de récupération du soluté, la nature et le débit de l'agent d'extraction, les conditions opératoires, le nombre d'étages, les effets thermiques, et le type et la taille de l'équipement.
Le taux de récupération est souvent déterminé par des réglementations environnementales, par exemple pour les composés organiques volatils comme le chloroforme.
Les agents d'extraction les plus fréquemment utilisés sont la vapeur d'eau (extraction à la vapeur), l'air, les gaz inertes et les hydrocarbures gazeux. Le choix de l'agent est fondé sur des considérations de solubilité, de stabilité, de corrosivité, de coût et de disponibilité. Comme les agents d'extraction sont des gaz, il est souhaitable de travailler à la plus haute température et la plus basse pressions possibles, sans toutefois aller jusqu'à vaporiser l'alimentation liquide. Ceci permet de minimiser le débit. Comme pour toutes les autres grandeurs caractéristiques, l'optimum est atteint lorsque les coûts sont minimisés tout en assurant une séparation efficace.
Les dimensions de l'équipement, en particulier la hauteur et le diamètre, sont choisies de façon à éviter la formation de chemins d'écoulement préférentiels qui réduiraient l'aire de contact entre le liquide et le gaz. En cas de suspicion d'écoulement préférentiel, une plaque de redistribution est souvent nécessaire pour, comme son nom l'indique, redistribuer uniformément le flux de liquide afin de rétablir une aire de contact plus élevée.
Le choix du type de colonne — à garnissage ou à plateaux — a également son importance. Les colonnes à plateaux peuvent être équipées de plateaux perforés, à clapets ou à calottes, tandis que les colonnes à garnissage peuvent être pourvus d'un garnissage structuré ou aléatoire. Ce dernier type est généralement préféré pour les petites colonnes d'un diamètre inférieur à 60 cm et d'une hauteur garnie ne dépassant pas six mètres. Les colonnes à garnissage peuvent également être avantageuses pour les fluides corrosifs ou fortement moussants, ainsi que pour des vitesses d'écoulement élevées ou lorsqu'une perte de charge particulièrement faible est requise. De leur côté, les colonnes à plateaux présentent l'avantage d'être faciles à concevoir et à mettre à l'échelle. Les garnissages structurés (en) s'utilisent dans les mêmes cas que les plateaux, bien qu'ils puissent être constitués des mêmes matériaux que les garnissages non structurés (aléatoires). Le recours aux garnissages structurés permet communément d'augmenter la capacité de séparation ou de remplacer des plateaux endommagés.

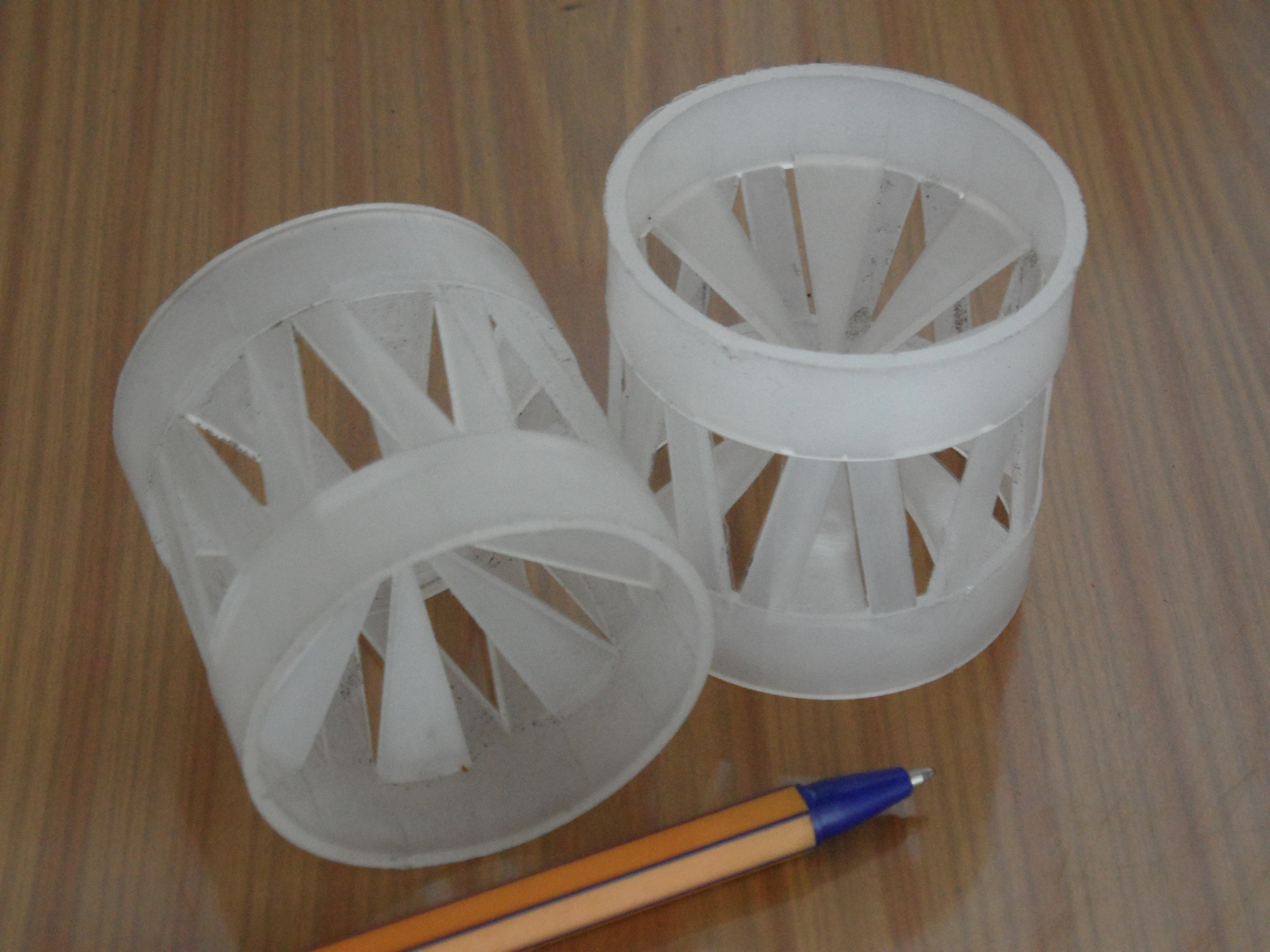
Anneaux Białecki en plastique.

Les différents types de garnissage sont constitués de divers matériaux et peuvent adopter plusieurs formes, ce qui détermine leur surface, leurs propriétés d'écoulement et leur effet sur la perte de charge. Parmi les garnissages céramiques d'ancienne génération figurent les anneaux de Raschig et les selles de Berl. Ils sont aujourd'hui détrônés par les anneaux Pall et les anneaux Białecki, en métal et en plastique, ainsi que les selles Intalox en céramique. Chacun de ces garnissages permet une plus grande surface de contact avec le fluide, un meilleur écoulement du fluide à travers la structure ou une perte de charge moins élevée. Il importe également que les éléments de garnissage ne puissent pas s'empiler les uns sur les autres, phénomène qui réduit considérablement la surface qu'il offre au fluide. Le développement de nouveaux garnissages à base de treillis vise à améliorer ces caractéristiques.
Durant une opération d'extraction au gaz, la surveillance de la perte de charge à travers la colonne peut fournir une indication sur les performances de l'équipement : une modification de la perte de charge sur une durée significative peut signifier que le garnissage doit être remplacé ou nettoyé.

## Applications typiques
L'extraction au gaz est couramment utilisé dans les applications industrielles pour éliminer des contaminants dans des effluents liquides. Ce procédé peut par exemple être appliqué à l'élimination du TBT et des HAP qui polluent certains fonds marins côtiers. Les sédiments des zones polluées sont dragués et mis en suspension dans de l'eau, puis soumis à une extraction à la vapeur. Le mélange nettoyé et les vapeurs enrichies en polluants sont ensuite séparés. Ce procédé est capable de décontaminer presque complètement les sols.
La vapeur d'eau est aussi fréquemment utilisée comme agent d'extraction pour le traitement de l'eau. En particulier, les composés organiques volatils, partiellement solubles dans l'eau, peuvent être éliminés par ce procédé des eaux souterraines, des eaux de surface et des eaux usées, où ils peuvent être présents en raison d'une activité industrielle, agricole et commerciale.